# Tabanus bivari
Tabanus bivari är en tvåvingeart som beskrevs av Travassos Santos Dias 1985. Tabanus bivari ingår i släktet Tabanus och familjen bromsar.
Artens utbredningsområde är Portugal. Inga underarter finns listade i Catalogue of Life.